# Eduard Berka
Eduard Berka (19. ledna 1909 Nedvědice – 24. ledna 1945 Breslau) byl český pedagog a odbojář popravený nacisty.

## Život

### Před druhou světovou válkou
Eduard Berka se narodil 19. ledna 1909 v Nedvědici. V Brně vystudoval učitelský ústav a poté postupně vyučoval v Šebkovicích a v Uherčicích, od roku 1934 jako odborný učitel na obecné dívčí škole v Králově Poli. Byl autorem učebnic. Angažoval se ve spolkovém životě, byl jednatelem Ústředního spolku jednot učitelských v Praze, předsedou Léčebného fondu tamtéž a členem královopolského Sokola. Byl též členem Československé sociální demokracie. V roce 1937 se oženil rovněž s pedagožkou Ivanou Berkovou, manželům se narodila dcera Ivana Berková-Groligová, budoucí pedagožka na Vysokém učení technickém v Brně.

### Druhá světová válka
Po německé okupaci v březnu 1939 vstoupil Eduard Berka do protinacistického odboje v organizaci Petiční výbor Věrni zůstaneme. Za tuto činnost byl během služební cesty do Prahy 3. října 1941 zatčen gestapem a následně vyslýchán a vězněn v brněnských Kounicových kolejích. V červnu 1944 byl převezen do Breslau, kde byl 13. prosince téhož roku lidovým soudem odsouzen k trestu smrti. Přesto, že mu byl trest změněn formou milosti na věznění v káznici, byl přesto 24. ledna 1945 popraven společně s dalšími 39 vězni. Těla popravených byla vhozena do odpadní jámy.

### Po druhé světové válce
Eduard Berka nepředpokládal, že se dožije konce druhé světové války. Podařilo se mu manželce Ivaně Berkové zaslat moták, ve kterém jí požádal o převoz ostatků do vlasti. Po složitých jednáních se jí v roce 1946 podařilo dosáhnout exhumace a převozu těl popravených odbojářů do Československa. Dne 1. prosince 1946 proběhl pietní akt, během kterého byl Eduard Berka společně s dalšími pohřben na brněnském Ústředním hřbitově.

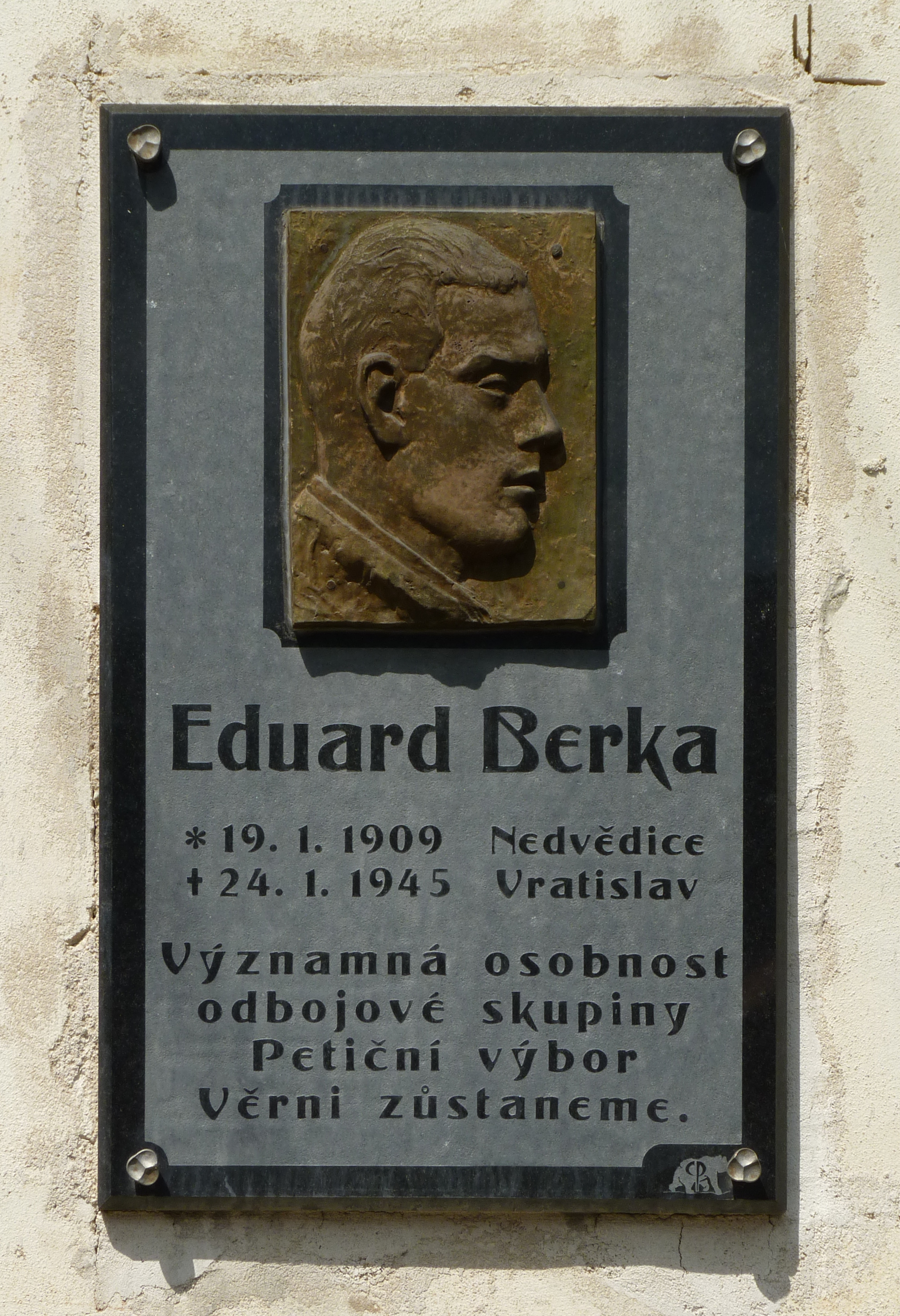
Pamětní deska Eduarda Berky v Nedvědici

## Posmrtná ocenění
- Eduard Berka byl in memoriam jmenován školním radou
- V roce 1946 byla po Eduardu Berkovi přejmenována jedna z ulic v Králově Poli
- V rodné Nedvědici na domu čp. 35 byla Eduardu Berkovi odhalena pamětní deska[2]